# فابيو روسيتو
فابيو روسيتو (بالإيطالية: Fabio Rossitto)‏ هو لاعب كرة قدم ومدرب كرة قدم إيطالي في مركز الوسط، ولد في 21 سبتمبر 1971 في افيانو في إيطاليا. شارك مع منتخب إيطاليا تحت 21 سنة لكرة القدم ومنتخب إيطاليا لكرة القدم. أما مع النوادي، فقد لعب مع بيرسخوت إيه سي وفيورنتينا ونادي أودينيزي ونادي فينيزيا ونادي نابولي.

## وصلات خارجية
- فابيو روسيتو على موقع قاعدة بيانات كرة القدم.إي يو (الإنجليزية)
- فابيو روسيتو على موقع ناشيونال فوتبول تيمز (الإنجليزية)